# Eslovenia en la Eurocopa 2024
La selección de fútbol de Eslovenia fue uno de los 24 equipos participantes en la Eurocopa 2024, torneo que se disputó en Alemania entre el 14 de junio y el 14 de julio de 2024.

## Clasificación
| Equipo            | Pts | PJ | PG | PE | PP | GF | GC | Dif |
| ----------------- | --- | -- | -- | -- | -- | -- | -- | --- |
| Dinamarca         | 22  | 10 | 7  | 1  | 2  | 19 | 10 | +9  |
| Eslovenia         | 22  | 10 | 7  | 1  | 2  | 20 | 9  | +11 |
| Finlandia         | 18  | 10 | 6  | 0  | 4  | 18 | 10 | +8  |
| Kazajistán        | 18  | 10 | 6  | 0  | 4  | 16 | 12 | +4  |
| Irlanda del Norte | 9   | 10 | 3  | 0  | 7  | 9  | 13 | -4  |
| San Marino        | 0   | 10 | 0  | 0  | 10 | 3  | 31 | -28 |

     — Clasificado para la Eurocopa 2024.

     — Play off para la Eurocopa 2024.

### Partidos
| Fecha                    | Ciudad     | Jornada |                   |                              | Resultado |                              |                   |
| ------------------------ | ---------- | ------- | ----------------- | ---------------------------- | --------- | ---------------------------- | ----------------- |
| 23 de marzo de 2023      | Astaná     | 1       | Kazajistán        | Bandera de Kazajistán        | 1:2 (1:0) | Bandera de Eslovenia         | Eslovenia         |
| 26 de marzo de 2023      | Liubliana  | 2       | Eslovenia         | Bandera de Eslovenia         | 2:0 (0:0) | Bandera de San Marino        | San Marino        |
| 16 de junio de 2023      | Helsinki   | 3       | Finlandia         | Bandera de Finlandia         | 2:0 (1:0) | Bandera de Eslovenia         | Eslovenia         |
| 19 de junio de 2023      | Liubliana  | 4       | Eslovenia         | Bandera de Eslovenia         | 1:1 (1:1) | Bandera de Dinamarca         | Dinamarca         |
| 7 de septiembre de 2023  | Liubliana  | 5       | Eslovenia         | Bandera de Eslovenia         | 4:2 (3:1) | Bandera de Irlanda del Norte | Irlanda del Norte |
| 10 de septiembre de 2023 | Serravalle | 6       | San Marino        | Bandera de San Marino        | 0:4 (0:2) | Bandera de Eslovenia         | Eslovenia         |
| 14 de octubre de 2023    | Liubliana  | 7       | Eslovenia         | Bandera de Eslovenia         | 3:0 (2:0) | Bandera de Finlandia         | Finlandia         |
| 17 de octubre de 2023    | Belfast    | 8       | Irlanda del Norte | Bandera de Irlanda del Norte | 0:1 (0:1) | Bandera de Eslovenia         | Eslovenia         |
| 17 de noviembre de 2023  | Copenhague | 9       | Dinamarca         | Bandera de Dinamarca         | 2:1 (1:1) | Bandera de Eslovenia         | Eslovenia         |
| 20 de noviembre de 2023  | Liubliana  | 10      | Eslovenia         | Bandera de Eslovenia         | 2:1 (1:0) | Bandera de Kazajistán        | Kazajistán        |

## Preparación

### Amistosos de preparación
| Fecha               | Ciudad      | Competición |                |                           | Resultado |                      |           |
| ------------------- | ----------- | ----------- | -------------- | ------------------------- | --------- | -------------------- | --------- |
| 20 de enero de 2024 | San Antonio | Amistoso    | Estados Unidos | Bandera de Estados Unidos | 0:1 (0:1) | Bandera de Eslovenia | Eslovenia |
| 21 de marzo de 2024 | La Valeta   | Amistoso    | Malta          | Bandera de Malta          | 2:2 (0:1) | Bandera de Eslovenia | Eslovenia |
| 26 de marzo de 2024 | Liubliana   | Amistoso    | Eslovenia      | Bandera de Eslovenia      | 2:0 (0:0) | Bandera de Portugal  | Portugal  |
| 4 de junio de 2024  | Liubliana   | Amistoso    | Eslovenia      | Bandera de Eslovenia      | 2:1 (1:0) | Bandera de Armenia   | Armenia   |
| 8 de junio de 2024  | Liubliana   | Amistoso    | Eslovenia      | Bandera de Eslovenia      | 1:1 (1:1) | Bandera de Bulgaria  | Bulgaria  |

## Plantel

### Lista de convocados
Entrenador:  Matjaz Kek
El 21 de mayo de 2024, se anunció una lista mayor previa con 30 jugadores para preparar la competencia. Llegado el 7 de junio, Kek dio a conocer la lista final del equipo esloveno. Matevž Vidovšek, Žan Zaletel, Luka Zahović y Miha Zajc fueron liberados al final.
| No. | Pos. | Jugador              | Fecha de nacimiento (edad)         | Apa. | Goles | Club                       |
| --- | ---- | -------------------- | ---------------------------------- | ---- | ----- | -------------------------- |
| 1   | POR  | Jan Oblak            | 7 de enero de 1993 (31 años)       | 65   | 0     | C. Atlético de Madrid      |
| 2   | DEF  | Žan Karničnik        | 18 de septiembre de 1994 (29 años) | 28   | 1     | N. K. Celje                |
| 3   | DEF  | Jure Balkovec        | 9 de septiembre de 1994 (29 años)  | 33   | 0     | Alanyaspor K.              |
| 4   | DEF  | Miha Blažič          | 8 de mayo de 1993 (31 años)        | 32   | 0     | K. K. S. Lech Poznań       |
| 5   | MED  | Jon Gorenc Stanković | 14 de enero de 1996 (28 años)      | 24   | 1     | S. K. Sturm Graz           |
| 6   | DEF  | Jaka Bijol           | 5 de febrero de 1999 (25 años)     | 49   | 1     | Udinese Calcio             |
| 7   | MED  | Benjamin Verbič      | 27 de noviembre de 1993 (30 años)  | 58   | 6     | Panathinaikos F. C.        |
| 8   | MED  | Sandi Lovrić         | 28 de marzo de 1998 (26 años)      | 35   | 4     | Udinese Calcio             |
| 9   | DEL  | Andraž Šporar        | 27 de febrero de 1994 (30 años)    | 53   | 12    | Panathinaikos F. C.        |
| 10  | MED  | Timi Max Elšnik      | 29 de abril de 1998 (26 años)      | 15   | 1     | N. K. Olimpija Liubliana   |
| 11  | DEL  | Benjamin Šeško       | 31 de mayo de 2003 (21 años)       | 29   | 11    | R. B. Leipzig              |
| 12  | POR  | Vid Belec            | 6 de junio de 1990 (34 años)       | 21   | 0     | APOEL Nicosia              |
| 13  | DEF  | Erik Janža           | 21 de junio de 1993 (30 años)      | 10   | 2     | K. S. Górnik Zabrze        |
| 14  | MED  | Jasmin Kurtić        | 10 de enero de 1989 (35 años)      | 91   | 2     | F. C. Südtirol             |
| 15  | MED  | Tomi Horvat          | 24 de marzo de 1999 (25 años)      | 7    | 0     | S. K. Sturm Graz           |
| 16  | POR  | Igor Vekić           | 6 de mayo de 1998 (26 años)        | 1    | 0     | Vejle B. K.                |
| 17  | DEL  | Jan Mlakar           | 23 de octubre de 1998 (25 años)    | 17   | 3     | Pisa S. C.                 |
| 18  | DEL  | Žan Vipotnik         | 18 de marzo de 2002 (22 años)      | 9    | 2     | F. C. Girondins de Burdeos |
| 19  | DEL  | Žan Celar            | 14 de marzo de 1999 (25 años)      | 10   | 0     | F. C. Lugano               |
| 20  | DEF  | Petar Stojanović     | 7 de octubre de 1995 (28 años)     | 53   | 2     | U. C. Sampdoria            |
| 21  | DEF  | Vanja Drkušić        | 30 de octubre de 1999 (24 años)    | 7    | 0     | P. F. C. Sochi             |
| 22  | MED  | Adam Gnezda Čerin    | 16 de julio de 1999 (24 años)      | 31   | 4     | Panathinaikos F. C.        |
| 23  | DEF  | David Brekalo        | 3 de diciembre de 1998 (25 años)   | 13   | 1     | Orlando City S. C.         |
| 24  | MED  | Nino Žugelj          | 23 de mayo de 2000 (24 años)       | 1    | 0     | F. K. Bodø/Glimt           |
| 25  | MED  | Adrian Zeljković     | 19 de agosto de 2002 (21 años)     | 1    | 0     | Spartak Trnava             |
| 26  | DEL  | Josip Iličić         | 29 de enero de 1988 (36 años)      | 81   | 17    | N. K. Maribor              |

## Torneo
Tras el sorteo celebrado en Hamburgo el 23 de marzo de 2024 Eslovenia quedó integrada en un Grupo C en el que también estarán Dinamarca, Serbia y Inglaterra.

### Partidos
| Fecha       | Ciudad    | Instancia        |            |                       | Resultado    |                      |           |
| ----------- | --------- | ---------------- | ---------- | --------------------- | ------------ | -------------------- | --------- |
| 16 de junio | Stuttgart | Fase de grupos   | Eslovenia  | Bandera de Eslovenia  | 1:1 (0:1)    | Bandera de Dinamarca | Dinamarca |
| 20 de junio | Múnich    | Fase de grupos   | Eslovenia  | Bandera de Eslovenia  | 1:1 (0:0)    | Bandera de Serbia    | Serbia    |
| 25 de junio | Colonia   | Fase de grupos   | Inglaterra | Bandera de Inglaterra | 0:0          | Bandera de Eslovenia | Eslovenia |
| 1 de julio  | Fráncfort | Octavos de final | Portugal   | Bandera de Portugal   | 0:0 (3:0 p.) | Bandera de Eslovenia | Eslovenia |

### Primera fase
| Equipo     | Pts | PJ | PG | PE | PP | GF | GC | Dif |
| ---------- | --- | -- | -- | -- | -- | -- | -- | --- |
| Inglaterra | 5   | 3  | 1  | 2  | 0  | 2  | 1  | 1   |
| Dinamarca  | 3   | 3  | 0  | 3  | 0  | 2  | 2  | 0   |
| Eslovenia  | 3   | 3  | 0  | 3  | 0  | 2  | 2  | 0   |
| Serbia     | 2   | 3  | 0  | 2  | 1  | 1  | 1  | −1  |

|  | Clasificados a los Octavos de final.          |
|  | Posible clasificación a los Octavos de final. |

#### Eslovenia vs. Dinamarca
| 16 de junio de 2024, 18:00 | Eslovenia | 1:1 (0:1) | Dinamarca   | Stuttgart Arena, Stuttgart                                                 |                                                                            |
|                            | Janža 77' | Reporte   | Eriksen 11' | Asistencia: 54 000 espectadores Árbitro(s): Sandro Schärer VAR: Fedayi San | Asistencia: 54 000 espectadores Árbitro(s): Sandro Schärer VAR: Fedayi San |

| 1          | Guardameta     | Jan Oblak         |       |
| 2          | Defensa        | Žan Karničnik     |       |
| 21         | Defensa        | Vanja Drkušić     |       |
| 6          | Defensa        | Jaka Bijol        |       |
| 13         | Defensa        | Erik Janža        |       |
| 20         | Centrocampista | Petar Stojanović  | 67'   |
| 22         | Centrocampista | Adam Gnezda Čerin |       |
| 10         | Centrocampista | Timi Max Elšnik   | 75'   |
| 17         | Centrocampista | Jan Mlakar        | 75'   |
| 9          | Delantero      | Andraž Šporar     | 90+5' |
| 11         | Delantero      | Benjamin Šeško    | 90+5' |
| Entrenador | Entrenador     | Matjaž Kek        |       |

| 1          | Guardameta     | Kasper Schmeichel     |     |
| 6          | Defensa        | Andreas Christensen   |     |
| 2          | Defensa        | Joachim Andersen      |     |
| 3          | Defensa        | Jannik Vestergaard    |     |
| 18         | Centrocampista | Alexander Bah         |     |
| 21         | Centrocampista | Morten Hjulmand       | 89' |
| 23         | Centrocampista | Pierre-Emile Højbjerg | 83' |
| 17         | Centrocampista | Victor Kristiansen    | 78' |
| 10         | Centrocampista | Christian Eriksen     |     |
| 19         | Delantero      | Jonas Wind            | 83' |
| 9          | Delantero      | Rasmus Højlund        | 83' |
| Entrenador | Entrenador     | Kasper Hjulmand       |     |

| 7  | Centrocampista | Benjamin Verbič      | 67'   |
| 5  | Centrocampista | Jon Gorenc Stanković | 75'   |
| 19 | Delantero      | Žan Celar            | 75'   |
| 23 | Defensa        | David Brekalo        | 90+5' |
| 14 | Centrocampista | Jasmin Kurtić        | 90+5' |

| 5  | Defensa        | Joakim Mæhle       | 78' |
| 15 | Centrocampista | Christian Nørgaard | 83' |
| 12 | Delantero      | Kasper Dolberg     | 83' |
| 20 | Delantero      | Yussuf Poulsen     | 83' |
| 8  | Centrocampista | Thomas Delaney     | 89' |

| Anotado | 77' | Erik Janža | 1:1 |

| Anotado | 11' | Christian Eriksen | 0:1 |

| Amonestado | 53' | Petar Stojanović     |
| Amonestado | 70' | Milivoje Novaković   |
| Amonestado | 84' | Jon Gorenc Stanković |

| Amonestado | 49' | Morten Hjulmand |

| Árbitro                                            | Sandro Schärer      |
| Árbitros asistentes                                | Stéphane De Almeida |
| Árbitros asistentes                                | Bekim Zogaj         |
| Cuarto árbitro                                     | Donatas Rumšas      |
| Quinto árbitro                                     | Aleksandr Radiuš    |
| Árbitro asistente de video                         | Fedayi San          |
| Árbitros asistentes del árbitro asistente de video | Bartosz Frankowski  |
| Árbitros asistentes del árbitro asistente de video | Tomasz Kwiatkowski  |

| 1          | Guardameta     | Jan Oblak         |       |
| 2          | Defensa        | Žan Karničnik     |       |
| 21         | Defensa        | Vanja Drkušić     |       |
| 6          | Defensa        | Jaka Bijol        |       |
| 13         | Defensa        | Erik Janža        |       |
| 20         | Centrocampista | Petar Stojanović  | 67'   |
| 22         | Centrocampista | Adam Gnezda Čerin |       |
| 10         | Centrocampista | Timi Max Elšnik   | 75'   |
| 17         | Centrocampista | Jan Mlakar        | 75'   |
| 9          | Delantero      | Andraž Šporar     | 90+5' |
| 11         | Delantero      | Benjamin Šeško    | 90+5' |
| Entrenador | Entrenador     | Matjaž Kek        |       |

| 1          | Guardameta     | Kasper Schmeichel     |     |
| 6          | Defensa        | Andreas Christensen   |     |
| 2          | Defensa        | Joachim Andersen      |     |
| 3          | Defensa        | Jannik Vestergaard    |     |
| 18         | Centrocampista | Alexander Bah         |     |
| 21         | Centrocampista | Morten Hjulmand       | 89' |
| 23         | Centrocampista | Pierre-Emile Højbjerg | 83' |
| 17         | Centrocampista | Victor Kristiansen    | 78' |
| 10         | Centrocampista | Christian Eriksen     |     |
| 19         | Delantero      | Jonas Wind            | 83' |
| 9          | Delantero      | Rasmus Højlund        | 83' |
| Entrenador | Entrenador     | Kasper Hjulmand       |     |

| 7  | Centrocampista | Benjamin Verbič      | 67'   |
| 5  | Centrocampista | Jon Gorenc Stanković | 75'   |
| 19 | Delantero      | Žan Celar            | 75'   |
| 23 | Defensa        | David Brekalo        | 90+5' |
| 14 | Centrocampista | Jasmin Kurtić        | 90+5' |

| 5  | Defensa        | Joakim Mæhle       | 78' |
| 15 | Centrocampista | Christian Nørgaard | 83' |
| 12 | Delantero      | Kasper Dolberg     | 83' |
| 20 | Delantero      | Yussuf Poulsen     | 83' |
| 8  | Centrocampista | Thomas Delaney     | 89' |

| Anotado | 77' | Erik Janža | 1:1 |

| Anotado | 11' | Christian Eriksen | 0:1 |

| Amonestado | 53' | Petar Stojanović     |
| Amonestado | 70' | Milivoje Novaković   |
| Amonestado | 84' | Jon Gorenc Stanković |

| Amonestado | 49' | Morten Hjulmand |

| Árbitro                                            | Sandro Schärer      |
| Árbitros asistentes                                | Stéphane De Almeida |
| Árbitros asistentes                                | Bekim Zogaj         |
| Cuarto árbitro                                     | Donatas Rumšas      |
| Quinto árbitro                                     | Aleksandr Radiuš    |
| Árbitro asistente de video                         | Fedayi San          |
| Árbitros asistentes del árbitro asistente de video | Bartosz Frankowski  |
| Árbitros asistentes del árbitro asistente de video | Tomasz Kwiatkowski  |

| Estadísticas      | Bandera de Eslovenia | Bandera de Dinamarca |
| Tiros             | 11                   | 16                   |
| Tiros a puerta    | 2                    | 4                    |
| Faltas            | 12                   | 9                    |
| Saques de esquina | 5                    | 9                    |
| Penaltis          | 0                    | 0                    |
| Fueras de juego   | 3                    | 1                    |
| Posesión de balón | 38%                  | 62%                  |

#### Eslovenia vs. Serbia
| 20 de junio de 2024, 15:00                                                             | Eslovenia     | 1:1 (0:0) | Serbia      | Fußball Arena München, Múnich                                                 |                                                                               |
|                                                                                        | Karničnik 69' | Reporte   | Jović 90+5' | Asistencia: 63 028 espectadores Árbitro(s): István Kovács VAR: Pol van Boekel | Asistencia: 63 028 espectadores Árbitro(s): István Kovács VAR: Pol van Boekel |
| Luka Jović marcó el primer gol de Serbia como selección independiente en una Eurocopa. |               |           |             |                                                                               |                                                                               |

| 1          | Guardameta     | Jan Oblak         |       |
| 2          | Defensa        | Žan Karničnik     |       |
| 21         | Defensa        | Vanja Drkušić     |       |
| 6          | Defensa        | Jaka Bijol        |       |
| 13         | Defensa        | Erik Janža        |       |
| 20         | Centrocampista | Petar Stojanović  | 76'   |
| 22         | Centrocampista | Adam Gnezda Čerin |       |
| 10         | Centrocampista | Timi Max Elšnik   | 90+1' |
| 17         | Centrocampista | Jan Mlakar        | 64'   |
| 9          | Delantero      | Andraž Šporar     |       |
| 11         | Delantero      | Benjamin Šeško    | 76'   |
| Entrenador | Entrenador     | Matjaž Kek        |       |

| 1          | Guardameta     | Predrag Rajković    |     |
| 13         | Defensa        | Miloš Veljković     |     |
| 4          | Defensa        | Nikola Milenković   |     |
| 2          | Defensa        | Strahinja Pavlović  |     |
| 14         | Centrocampista | Andrija Živković    | 82' |
| 17         | Centrocampista | Ivan Ilić           |     |
| 22         | Centrocampista | Saša Lukić          | 64' |
| 25         | Centrocampista | Filip Mladenović    | 46' |
| 10         | Centrocampista | Dušan Tadić         | 82' |
| 7          | Delantero      | Dušan Vlahović      | 64' |
| 9          | Delantero      | Aleksandar Mitrović |     |
| Entrenador | Entrenador     | Dragan Stojković    |     |

| 5  | Centrocampista | Jon Gorenc Stanković | 64'   |
| 7  | Centrocampista | Benjamin Verbič      | 76'   |
| 18 | Delantero      | Žan Vipotnik         | 76'   |
| 23 | Centrocampista | David Brekalo        | 90+1' |

| 21 | Centrocampista | Mijat Gaćinović         | 46' |
| 20 | Centrocampista | Sergej Milinković-Savić | 64' |
| 8  | Delantero      | Luka Jović              | 64' |
| 19 | Centrocampista | Lazar Samardžić         | 82' |
| 26 | Centrocampista | Veljko Birmančević      | 82' |

| Anotado | 69' | Žan Karničnik | 1:0 |

| Anotado | 90+5' | Luka Jović | 1:1 |

| Amonestado | 87'   | Erik Janža   |
| Amonestado | 90+4' | Žan Vipotnik |

| Amonestado | 25'   | Filip Mladenović |
| Amonestado | 54'   | Saša Lukić       |
| Amonestado | 90+2' | Luka Jović       |
| Amonestado | 90+3' | Mijat Gaćinović  |

| Árbitro                                            | István Kovács       |
| Árbitros asistentes                                | Vasile Marinescu    |
| Árbitros asistentes                                | Mihai Ovidiu Artene |
| Cuarto árbitro                                     | Espen Eskås         |
| Árbitro asistente de video                         | Pol van Boekel      |
| Árbitros asistentes del árbitro asistente de video | Rob Dieperink       |
| Árbitros asistentes del árbitro asistente de video | Marco Fritz         |

| 1          | Guardameta     | Jan Oblak         |       |
| 2          | Defensa        | Žan Karničnik     |       |
| 21         | Defensa        | Vanja Drkušić     |       |
| 6          | Defensa        | Jaka Bijol        |       |
| 13         | Defensa        | Erik Janža        |       |
| 20         | Centrocampista | Petar Stojanović  | 76'   |
| 22         | Centrocampista | Adam Gnezda Čerin |       |
| 10         | Centrocampista | Timi Max Elšnik   | 90+1' |
| 17         | Centrocampista | Jan Mlakar        | 64'   |
| 9          | Delantero      | Andraž Šporar     |       |
| 11         | Delantero      | Benjamin Šeško    | 76'   |
| Entrenador | Entrenador     | Matjaž Kek        |       |

| 1          | Guardameta     | Predrag Rajković    |     |
| 13         | Defensa        | Miloš Veljković     |     |
| 4          | Defensa        | Nikola Milenković   |     |
| 2          | Defensa        | Strahinja Pavlović  |     |
| 14         | Centrocampista | Andrija Živković    | 82' |
| 17         | Centrocampista | Ivan Ilić           |     |
| 22         | Centrocampista | Saša Lukić          | 64' |
| 25         | Centrocampista | Filip Mladenović    | 46' |
| 10         | Centrocampista | Dušan Tadić         | 82' |
| 7          | Delantero      | Dušan Vlahović      | 64' |
| 9          | Delantero      | Aleksandar Mitrović |     |
| Entrenador | Entrenador     | Dragan Stojković    |     |

| 5  | Centrocampista | Jon Gorenc Stanković | 64'   |
| 7  | Centrocampista | Benjamin Verbič      | 76'   |
| 18 | Delantero      | Žan Vipotnik         | 76'   |
| 23 | Centrocampista | David Brekalo        | 90+1' |

| 21 | Centrocampista | Mijat Gaćinović         | 46' |
| 20 | Centrocampista | Sergej Milinković-Savić | 64' |
| 8  | Delantero      | Luka Jović              | 64' |
| 19 | Centrocampista | Lazar Samardžić         | 82' |
| 26 | Centrocampista | Veljko Birmančević      | 82' |

| Anotado | 69' | Žan Karničnik | 1:0 |

| Anotado | 90+5' | Luka Jović | 1:1 |

| Amonestado | 87'   | Erik Janža   |
| Amonestado | 90+4' | Žan Vipotnik |

| Amonestado | 25'   | Filip Mladenović |
| Amonestado | 54'   | Saša Lukić       |
| Amonestado | 90+2' | Luka Jović       |
| Amonestado | 90+3' | Mijat Gaćinović  |

| Árbitro                                            | István Kovács       |
| Árbitros asistentes                                | Vasile Marinescu    |
| Árbitros asistentes                                | Mihai Ovidiu Artene |
| Cuarto árbitro                                     | Espen Eskås         |
| Árbitro asistente de video                         | Pol van Boekel      |
| Árbitros asistentes del árbitro asistente de video | Rob Dieperink       |
| Árbitros asistentes del árbitro asistente de video | Marco Fritz         |

| Estadísticas      | Bandera de Eslovenia | Bandera de Serbia |
| Tiros             | 10                   | 15                |
| Tiros a puerta    | 4                    | 4                 |
| Faltas            | 13                   | 8                 |
| Saques de esquina | 4                    | 9                 |
| Penaltis          | 0                    | 0                 |
| Fueras de juego   | 0                    | 0                 |
| Posesión de balón | 44%                  | 56%               |

#### Inglaterra vs. Eslovenia
| 25 de junio de 2024, 21:00                                                 | Inglaterra | 0:0     | Eslovenia | Cologne Stadium, Colonia                                                       |                                                                                |
|                                                                            |            | Reporte |           | Asistencia: 41 536 espectadores Árbitro(s): Clément Turpin VAR: Jérôme Brisard | Asistencia: 41 536 espectadores Árbitro(s): Clément Turpin VAR: Jérôme Brisard |
| Primera clasificación de Eslovenia a los octavos de final de una Eurocopa. |            |         |           |                                                                                |                                                                                |

| 1          | Guardameta     | Jordan Pickford  |     |
| 2          | Defensa        | Kyle Walker      |     |
| 5          | Defensa        | John Stones      |     |
| 6          | Defensa        | Marc Guéhi       |     |
| 12         | Defensa        | Kieran Trippier  | 84' |
| 16         | Centrocampista | Conor Gallagher  | 46' |
| 4          | Centrocampista | Declan Rice      |     |
| 7          | Centrocampista | Bukayo Saka      | 71' |
| 10         | Centrocampista | Jude Bellingham  |     |
| 11         | Centrocampista | Phil Foden       | 89' |
| 9          | Delantero      | Harry Kane       |     |
| Entrenador | Entrenador     | Gareth Southgate |     |

| 1          | Guardameta     | Jan Oblak         |       |
| 2          | Defensa        | Žan Karničnik     |       |
| 21         | Defensa        | Vanja Drkušić     |       |
| 6          | Defensa        | Jaka Bijol        |       |
| 13         | Defensa        | Erik Janža        | 90+1' |
| 20         | Centrocampista | Petar Stojanović  |       |
| 22         | Centrocampista | Adam Gnezda Čerin |       |
| 10         | Centrocampista | Timi Max Elšnik   |       |
| 17         | Centrocampista | Jan Mlakar        | 87'   |
| 9          | Delantero      | Andraž Šporar     | 86'   |
| 11         | Delantero      | Benjamin Šeško    | 75'   |
| Entrenador | Entrenador     | Matjaž Kek        |       |

| 26 | Centrocampista | Kobbie Mainoo          | 46' |
| 24 | Centrocampista | Cole Palmer            | 71' |
| 8  | Defensa        | Trent Alexander-Arnold | 84' |
| 18 | Delantero      | Anthony Gordon         | 89' |

| 26 | Delantero      | Josip Iličić         | 75'   |
| 5  | Centrocampista | Jon Gorenc Stanković | 86'   |
| 19 | Delantero      | Žan Celar            | 86'   |
| 3  | Defensa        | Jure Balkovec        | 90+1' |

| Amonestado | 17' | Kieran Trippier |
| Amonestado | 68' | Marc Guéhi      |
| Amonestado | 77' | Phil Foden      |

| Amonestado | 22' | Erik Janža |
| Amonestado | 72' | Jaka Bijol |

| Árbitro                                            | Clément Turpin      |
| Árbitros asistentes                                | Nicolas Danos       |
| Árbitros asistentes                                | Benjamin Pagès      |
| Cuarto árbitro                                     | Halil Umut Meler    |
| Quinto árbitro                                     | Mustafa Emre Eyisoy |
| Árbitro asistente de video                         | Jérôme Brisard      |
| Árbitros asistentes del árbitro asistente de video | Willy Delajod       |
| Árbitros asistentes del árbitro asistente de video | Rob Dieperink       |

| 1          | Guardameta     | Jordan Pickford  |     |
| 2          | Defensa        | Kyle Walker      |     |
| 5          | Defensa        | John Stones      |     |
| 6          | Defensa        | Marc Guéhi       |     |
| 12         | Defensa        | Kieran Trippier  | 84' |
| 16         | Centrocampista | Conor Gallagher  | 46' |
| 4          | Centrocampista | Declan Rice      |     |
| 7          | Centrocampista | Bukayo Saka      | 71' |
| 10         | Centrocampista | Jude Bellingham  |     |
| 11         | Centrocampista | Phil Foden       | 89' |
| 9          | Delantero      | Harry Kane       |     |
| Entrenador | Entrenador     | Gareth Southgate |     |

| 1          | Guardameta     | Jan Oblak         |       |
| 2          | Defensa        | Žan Karničnik     |       |
| 21         | Defensa        | Vanja Drkušić     |       |
| 6          | Defensa        | Jaka Bijol        |       |
| 13         | Defensa        | Erik Janža        | 90+1' |
| 20         | Centrocampista | Petar Stojanović  |       |
| 22         | Centrocampista | Adam Gnezda Čerin |       |
| 10         | Centrocampista | Timi Max Elšnik   |       |
| 17         | Centrocampista | Jan Mlakar        | 87'   |
| 9          | Delantero      | Andraž Šporar     | 86'   |
| 11         | Delantero      | Benjamin Šeško    | 75'   |
| Entrenador | Entrenador     | Matjaž Kek        |       |

| 26 | Centrocampista | Kobbie Mainoo          | 46' |
| 24 | Centrocampista | Cole Palmer            | 71' |
| 8  | Defensa        | Trent Alexander-Arnold | 84' |
| 18 | Delantero      | Anthony Gordon         | 89' |

| 26 | Delantero      | Josip Iličić         | 75'   |
| 5  | Centrocampista | Jon Gorenc Stanković | 86'   |
| 19 | Delantero      | Žan Celar            | 86'   |
| 3  | Defensa        | Jure Balkovec        | 90+1' |

| Amonestado | 17' | Kieran Trippier |
| Amonestado | 68' | Marc Guéhi      |
| Amonestado | 77' | Phil Foden      |

| Amonestado | 22' | Erik Janža |
| Amonestado | 72' | Jaka Bijol |

| Árbitro                                            | Clément Turpin      |
| Árbitros asistentes                                | Nicolas Danos       |
| Árbitros asistentes                                | Benjamin Pagès      |
| Cuarto árbitro                                     | Halil Umut Meler    |
| Quinto árbitro                                     | Mustafa Emre Eyisoy |
| Árbitro asistente de video                         | Jérôme Brisard      |
| Árbitros asistentes del árbitro asistente de video | Willy Delajod       |
| Árbitros asistentes del árbitro asistente de video | Rob Dieperink       |

| Estadísticas      | Bandera de Inglaterra | Bandera de Eslovenia |
| Tiros             | 12                    | 4                    |
| Tiros a puerta    | 3                     | 1                    |
| Faltas            | 11                    | 9                    |
| Saques de esquina | 6                     | 0                    |
| Penaltis          | 0                     | 0                    |
| Fueras de juego   | 2                     | 0                    |
| Posesión de balón | 72%                   | 28%                  |

### Portugal vs. Eslovenia
| 1 de julio de 2024, 21:00 | Portugal                      | 0:0 (t. s.)(3:0 p.)        | Eslovenia                    | Frankfurt Arena, Fráncfort                                                          |                                                                                     |
| |                               | Reporte                    |                              | Asistencia: 46 576 espectadores Árbitro(s): Daniele Orsato VAR: Massimiliano Irrati | Asistencia: 46 576 espectadores Árbitro(s): Daniele Orsato VAR: Massimiliano Irrati |
| |                               | Tiros desde el punto penal |                              |                                                                                     |                                                                                     |
| | - Ronaldo - Fernandes - Silva |                            | - Iličić - Balkovec - Verbič |                                                                                     |                                                                                     |
| Primera vez que un guardameta detiene tres penaltis en una tanda en la historia de la Eurocopa, con los tres atajados por Diogo Costa. |                               |                            |                              |                                                                                     |                                                                                     |

| 22         | Guardameta     | Diogo Costa       |      |
| 20         | Defensa        | João Cancelo      | 117' |
| 4          | Defensa        | Rúben Dias        |      |
| 3          | Defensa        | Pepe              | 117' |
| 19         | Defensa        | Nuno Mendes       |      |
| 8          | Centrocampista | Bruno Fernandes   |      |
| 6          | Centrocampista | João Palhinha     |      |
| 23         | Centrocampista | Vitinha           | 65'  |
| 10         | Delantero      | Bernardo Silva    |      |
| 7          | Delantero      | Cristiano Ronaldo |      |
| 17         | Delantero      | Rafael Leão       | 76'  |
| Entrenador | Entrenador     | Roberto Martínez  |      |

| 1          | Guardameta     | Jan Oblak         |      |
| 2          | Defensa        | Žan Karničnik     |      |
| 21         | Defensa        | Vanja Drkušić     |      |
| 6          | Defensa        | Jaka Bijol        |      |
| 3          | Defensa        | Jure Balkovec     |      |
| 20         | Centrocampista | Petar Stojanović  | 86'  |
| 22         | Centrocampista | Adam Gnezda Čerin |      |
| 10         | Centrocampista | Timi Max Elšnik   | 106' |
| 17         | Centrocampista | Jan Mlakar        | 74'  |
| 9          | Delantero      | Andraž Šporar     | 75'  |
| 11         | Delantero      | Benjamin Šeško    |      |
| Entrenador | Entrenador     | Matjaž Kek        |      |

| 21 | Delantero      | Diogo Jota          | 65'  |
| 26 | Delantero      | Francisco Conceição | 76'  |
| 2  | Defensa        | Nélson Semedo       | 117' |
| 18 | Centrocampista | Rúben Neves         | 117' |

| 5  | Centrocampista | Jon Gorenc Stanković | 74'  |
| 19 | Delantero      | Žan Celar            | 75'  |
| 7  | Delantero      | Benjamin Verbič      | 86'  |
| 26 | Delantero      | Josip Iličić         | 106' |
| 9  | Delantero      | Niclas Füllkrug      | 76'  |

|                   |                  | 0:0 | Fallo de penal (atajado) | Josip Iličić    |
| Cristiano Ronaldo | Acierto de penal | 1:0 |                          |                 |
|                   |                  | 1:0 | Fallo de penal (atajado) | Jure Balkovec   |
| Bruno Fernandes   | Acierto de penal | 2:0 |                          |                 |
|                   |                  | 2:0 | Fallo de penal (atajado) | Benjamin Verbič |
| Bernardo Silva    | Acierto de penal | 3:0 |                          |                 |

| Amonestado | 107' | João Cancelo     |
| Amonestado | 111' | Roberto Martínez |

| Amonestado | 32'  | Vanja Drkušić        |
| Amonestado | 37'  | Žan Karničnik        |
| Amonestado | 101' | Jon Gorenc Stanković |
| Amonestado | 106' | Jaka Bijol           |
| Amonestado | 107' | Jure Balkovec        |

| Expulsado | 105+1' | Matjaž Kek |

| Árbitro                                            | Daniele Orsato        |
| Árbitros asistentes                                | Ciro Carbone          |
| Árbitros asistentes                                | Alessandro Giallatini |
| Cuarto árbitro                                     | Espen Eskås           |
| Quinto árbitro                                     | Jan Erik Engan        |
| Árbitro asistente de video                         | Massimiliano Irrati   |
| Árbitros asistentes del árbitro asistente de video | Paolo Valeri          |
| Árbitros asistentes del árbitro asistente de video | Marco Fritz           |

| 22         | Guardameta     | Diogo Costa       |      |
| 20         | Defensa        | João Cancelo      | 117' |
| 4          | Defensa        | Rúben Dias        |      |
| 3          | Defensa        | Pepe              | 117' |
| 19         | Defensa        | Nuno Mendes       |      |
| 8          | Centrocampista | Bruno Fernandes   |      |
| 6          | Centrocampista | João Palhinha     |      |
| 23         | Centrocampista | Vitinha           | 65'  |
| 10         | Delantero      | Bernardo Silva    |      |
| 7          | Delantero      | Cristiano Ronaldo |      |
| 17         | Delantero      | Rafael Leão       | 76'  |
| Entrenador | Entrenador     | Roberto Martínez  |      |

| 1          | Guardameta     | Jan Oblak         |      |
| 2          | Defensa        | Žan Karničnik     |      |
| 21         | Defensa        | Vanja Drkušić     |      |
| 6          | Defensa        | Jaka Bijol        |      |
| 3          | Defensa        | Jure Balkovec     |      |
| 20         | Centrocampista | Petar Stojanović  | 86'  |
| 22         | Centrocampista | Adam Gnezda Čerin |      |
| 10         | Centrocampista | Timi Max Elšnik   | 106' |
| 17         | Centrocampista | Jan Mlakar        | 74'  |
| 9          | Delantero      | Andraž Šporar     | 75'  |
| 11         | Delantero      | Benjamin Šeško    |      |
| Entrenador | Entrenador     | Matjaž Kek        |      |

| 21 | Delantero      | Diogo Jota          | 65'  |
| 26 | Delantero      | Francisco Conceição | 76'  |
| 2  | Defensa        | Nélson Semedo       | 117' |
| 18 | Centrocampista | Rúben Neves         | 117' |

| 5  | Centrocampista | Jon Gorenc Stanković | 74'  |
| 19 | Delantero      | Žan Celar            | 75'  |
| 7  | Delantero      | Benjamin Verbič      | 86'  |
| 26 | Delantero      | Josip Iličić         | 106' |
| 9  | Delantero      | Niclas Füllkrug      | 76'  |

|                   |                  | 0:0 | Fallo de penal (atajado) | Josip Iličić    |
| Cristiano Ronaldo | Acierto de penal | 1:0 |                          |                 |
|                   |                  | 1:0 | Fallo de penal (atajado) | Jure Balkovec   |
| Bruno Fernandes   | Acierto de penal | 2:0 |                          |                 |
|                   |                  | 2:0 | Fallo de penal (atajado) | Benjamin Verbič |
| Bernardo Silva    | Acierto de penal | 3:0 |                          |                 |

| Amonestado | 107' | João Cancelo     |
| Amonestado | 111' | Roberto Martínez |

| Amonestado | 32'  | Vanja Drkušić        |
| Amonestado | 37'  | Žan Karničnik        |
| Amonestado | 101' | Jon Gorenc Stanković |
| Amonestado | 106' | Jaka Bijol           |
| Amonestado | 107' | Jure Balkovec        |

| Expulsado | 105+1' | Matjaž Kek |

| Árbitro                                            | Daniele Orsato        |
| Árbitros asistentes                                | Ciro Carbone          |
| Árbitros asistentes                                | Alessandro Giallatini |
| Cuarto árbitro                                     | Espen Eskås           |
| Quinto árbitro                                     | Jan Erik Engan        |
| Árbitro asistente de video                         | Massimiliano Irrati   |
| Árbitros asistentes del árbitro asistente de video | Paolo Valeri          |
| Árbitros asistentes del árbitro asistente de video | Marco Fritz           |

| Estadísticas      | Bandera de Portugal | Bandera de Eslovenia |
| Tiros             | 20                  | 10                   |
| Tiros a puerta    | 5                   | 2                    |
| Faltas            | 8                   | 17                   |
| Saques de esquina | 11                  | 4                    |
| Penaltis          | 1                   | 0                    |
| Fueras de juego   | 4                   | 6                    |
| Posesión de balón | 68%                 | 32%                  |